# Euriphene dilatata
Euriphene dilatata är en fjärilsart som beskrevs av Adalbert Seitz. Euriphene dilatata ingår i släktet Euriphene och familjen praktfjärilar. Inga underarter finns listade i Catalogue of Life.